# Шейман, Виктор Владимирович
Ви́ктор Влади́мирович Ше́йман (бел. Віктар Уладзіміравіч Шэйман; род. 26 мая 1958, д. Солтанишки, Вороновский район, Гродненская область, БССР, СССР) — государственный деятель Беларуси, ближайший соратник президента Александра Лукашенко. Управляющий делами Президента Республики Беларусь (с 2013 по 2021 год). Независимые журналисты связывают с именем Шеймана и его близких бизнес-империю, которая занимается контрабандой санкционных продуктов и реэкспортом цветов и прочих товаров в Россию, добычей золота в Зимбабве, владеет первой в республике частной охранной компанией.
Его деятельность неоднократно подвергалась критике со стороны независимых журналистов, правозащитников и международных организаций. Белорусская оппозиция и международные правозащитные структуры обвиняют Шеймана в причастности к созданию  «эскадронов смерти», которым приписывают похищения и убийства оппозиционных лидеров, а также других противников режима. Среди известных случаев упоминаются исчезновения бывшего министра внутренних дел Юрия Захаренко, оппозиционного политика Виктора Гончара и оператора российского телеканала ОРТ Дмитрия Завадского.
Виктор Шейман находится под санкциями ряда стран, включая США, ЕС, Великобританию и Канаду, что связано с обвинениями в нарушении демократических прав, коррупции и причастности к похищениям людей.

## Биография
Окончил Благовещенское высшее танковое командное краснознамённое училище и Академию Министерства внутренних дел Республики Беларусь по специальности «Правоведение».
Воинскую службу проходил в ВДВ. Принимал участие в боевых действиях в Афганистане. На момент избрания в 1990 году народным депутатом Верховного Совета БССР XII созыва от Брестского-Южного избирательного округа № 105 Брестской области был майором, заместителем командира воздушно-десантного соединения 38-й отдельной гвардейской мобильной Венской Краснознаменной воздушно-десантной бригады.
С 1990 по 1994 год был депутатом Верховного Совета Республики Беларусь, секретарём Комиссии Верховного Совета по вопросам национальной безопасности, обороны и борьбы с преступностью.
С 1994 года является активным сторонником Александра Лукашенко.
5 августа 1994 года указом Президента № 24 был создан Совет Безопасности Республики Беларусь. В тот же день указом Президента № 25 назначен Государственным секретарём Совета безопасности Республики Беларусь.
10 августа 1994 года указом Президента № 39 создана коллегия Министерства обороны Республики Беларусь. Этим же указом введён в состав коллегии.
12 августа 1994 года указом Президента № 47 утверждена коллегия Министерства внутренних дел, включён в состав коллегии. С октября по декабрь 1995 года исполнял обязанности Министра внутренних дел Республики Беларусь (после освобождения от должности Министра внутренних дел Юрия Захаренко).
С 16 декабря 1995 по 27 ноября 2000 года — Государственный секретарь Совета Безопасности Республики Беларусь — помощник президента Республики Беларусь по национальной безопасности.
С 28 ноября 2000 по 29 ноября 2004 года — Генеральный прокурор Республики Беларусь.
С 29 ноября 2004 по 4 января 2006 года — Глава Администрации президента.
23 декабря 2005 года стал руководителем инициативной группы по выдвижению А. Г. Лукашенко в кандидаты в Президенты и руководителем его предвыборного штаба во время Президентских выборов 2006 года.
20 марта 2006 года назначен государственным секретарём Совета безопасности Республики Беларусь.
Сопредседатель белорусско-венесуэльской совместной комиссии высокого уровня.
8 июля 2008 года указом Президента Беларуси № 368 освобождён от должности в связи с переводом на другую работу.
Накануне увольнения президент Беларуси заявил, что рассматривает вопрос о снятии с должности государственного секретаря Совета безопасности Беларуси В. В. Шеймана из-за взрыва в Минске во время празднования Дня независимости.
В январе 2009 года пресс-секретарь Совета безопасности Викентий Ключник заявил, что Виктор Шейман назначен помощником Президента Беларуси по особым поручениям.
21 января 2013 года Указом Президента Республики Беларусь Глава Государства назначил Виктора Шеймана управляющим делами Президента Республики Беларусь, освободив его от должности помощника Президента Беларуси по особым поручениям. Курирует белорусские проекты в Африке.
Лица, близкие к Шейману, владеют компанией «Глобалкастком», которая в середине 2010-х годов активно участвовала в поставках санкционных товаров в Россию под видом белорусских и нейтральных продуктов, а также в сером реэкспорте цветов в Россию. Эти же люди в разное время владели и первым белорусским частным охранным предприятием «Гардсервис». В 2021 году в BYPOL заявили, что Шейман активно участвует в развитии этого ЧОПа. Журналисты, расследовавшие его отношения с «Гардсервисом», предположили, что эта компания может заниматься не только выполнением услуг в Африке, но также и использоваться в качестве военной силы внутри страны в случае мятежа среди белорусских силовиков или в качестве эскадрона смерти.
Согласно «Архиву Пандоры», сын Виктора Шеймана Сергей и белорусско-американский бизнесмен Александр Зингман в 2017 году зарегистрировали на Сейшельских Островах компанию «Midlands Goldfields Foundation» (каждый владел по 50 %). В Зимбабве британская «Midlands Goldfields Limited», представлявшая интересы сейшельского офшора, получила 70 % в совместном предприятии «Zim GoldFields Limited», которое занималось разведкой и добычей золота. Одновременно Виктор Шейман по меньшей мере дважды побывал в Зимбабве, а позднее именно он объявил о заключении крупной белорусско-зимбабвийской сделки по добыче полезных ископаемых в африканской стране. Основную выгоду от межправительственных белорусско-зимбабвийских сделок, заключённых при посредничестве Шеймана, получала именно офшорная компания сына Шеймана и Зингмана. По информации Центра по исследованию коррупции и организованной преступности (OCCRP), Александр Зингман и Виктор Шейман вместе посещали Зимбабве примерно во время заключения белорусско-зимбабвийского соглашения о добыче полезных ископаемых. Литовский политолог Витис Юрконис охарактеризовал офшорную схему с участием компании Зингмана и Шеймана-младшего как пример непотизма и конфликта интересов. Участвовавший в расследовании белорусский журналист Стась Ивашкевич предположил, что «бизнес сына Шеймана был создан для того, чтобы получать прибыль от сделок, которые Шейман-старший заключал с властями Зимбабве от имени белорусского государства».
В декабре 2021 года Шейман посетил Венесуэлу, встретился с Николасом Мадуро. В 2022 году Шейман встретился с президентом непризнанной Абхазии Асланом Бжанией в качестве «специального представителя» Александра Лукашенко, хотя Республика Беларусь не признавала независимость Абхазии.
Шейман также является почётным казаком.

### Семья
С 1982 года Шейман был женат, в браке с Еленой Шейман у него было двое детей — Сергей (1983 г.р.) и Ольга (1989 г.р.). В 2002 году Шейман развёлся.
Согласно расследованию Беларусского расследовательского центра, опубликованному в июле 2022 года, близкая к Шейману и многократно сопровождавшая его Анна Андреевна Пушкарёва (1989 г.р.) в 2018 году родила сына Михаила от некоего Виктора Владимировича Пушкарёва (человека с такими фамилией, именем и отчеством не существует в Республике Беларусь, и он никогда не летал с Пушкарёвой, но имя и отчество совпадают с Шейманом, который летал с Пушкарёвой и её сыном). В 2012 году 22-летняя Пушкарёва стала владелицей квартиры в Минске (оценивается в 240 тысяч белорусских рублей), в 2017 году Виктор Шейман купил участок в деревне Подлипки Пуховичского района и возвёл дом площадью 547 м², а участок с домом по соседству был зарегистрирован на Анну Пушкарёву. Пушкарёва в разное время была совладельцем компаний, занимавшихся бизнесом в сферах, пересекавшихся с возглавляемым Шейманом Управлением делами президента; одна из компаний Пушкарёвой «Глобалкастком» была одним из крупнейших участников контрабанды санкционных товаров в Россию и серого реэкспорта цветов туда же. После того, как имя Пушкарёвой засветилось в независимых СМИ, она передала долю в «Глобалкастком» и дочерних компаниях двум бывшим работникам Службы безопасности президента и доверенному лицу Шеймана.
В августе 2023 года Анна Пушкарёва и дети Шеймана Сергей и Ольга попали под санкции Канады.

## Чины и звания
- 6 декабря 1996 года — генерал-майор[24]
- 28 ноября 2000 года — государственный советник юстиции II класса[25]
- 25 ноября 2004 года — государственный советник юстиции I класса[26][27]
- 29 ноября 2004 года — высший класс служащего государственного аппарата[28]

## Награды
Имеет 19 орденов и 86 медалей.
- Орден Отечества I степени (2021)[30]
- Орден Отечества II степени (2003)[31]
- Орден Отечества III степени (1998)[32]
- Орден Красного Знамени (1986, вручён в 2002 году)[33]
- Орден Трудового Красного Знамени[34]
- Орден Красной Звезды
- 2 медали «За отвагу»
- Орден «Звезда Карабобо» (2012, Венесуэла)[35]
- другие награды

## Критика, международные санкции
Именно по его иску решением суда была закрыта главная оппозиционная газета «Свобода». Белорусская оппозиция и международные правозащитные структуры утверждают, что именно он в своё время был организатором так называемых «эскадронов смерти», которым приписываются убийства лидеров организованной преступности, руководителей оппозиции и оператора российского телеканала ОРТ Дмитрия Завадского. В апреле 2006 года Виктору Шейману был запрещён въезд в США и страны Евросоюза. Санкции со стороны США предусматривают блокировку в США собственности и активов.
По мнению политического обозревателя Александра Федуты, Шейман поддерживал благотворительный фонд ветеранов войны в Афганистане «Память Афгана», обширные льготы для которого со временем начали использоваться бизнесменами, не связанными с фондом. По мнению журналиста-расследователя Игоря Ильяша, изучавшего отношения Шеймана и «Гардсервиса», «Шейман всегда был связан с проектами и поручениями Лукашенко, которые выходили за рамки закона, предусматривали превышение полномочий». Шеймана обвиняют в том, что через подставных лиц он выстроил сеть компаний будучи государственным служащим, хотя закон запрещает подобное совмещение.
На октябрь 2018 года Виктор Шейман находился под санкциями и США, и ЕС. Поводом для продления санкций США до июня 2019 года послужило препятствие демократическим процессам в Беларуси, приписываемое некоторым представителям власти (в том числе Виктору Шейману). Чуть ранее, в феврале 2018 года, ЕС продлил санкции в отношении Виктора Шеймана на год, что предусматривает запрет на въезд на территорию ЕС и блокировку банковских счетов.
На 2021 год продолжал находиться в «Чёрном списке ЕС», санкционных списках Великобритании, Швейцарии, списке специально обозначенных граждан и заблокированных лиц США. В июне 2022 года попал и под санкции Канады. В августе 2023 года Канада ввела санкции против близких родственников Шеймана.